# 6-Bromo-hexanal
6-Bromo-hexanal é o composto orgânico de fórmula C6H11BrO, SMILES BrCCCCCC=O, de massa molecular 179,054901. Pode ser definido como o derivado monobromado do hexanal. Apresenta ponto de ebulição de 207,204 °C a 760 mmHg e densidade de 1,297 g/cm3. É classificado com o número CAS 57978-00-4.
Pode ser obtido a partir da do oxepano com o tribrometo de boro seguida por oxidação pelo Clorocromato de piridínio (PCC).